# Bob Fitzsimmons
Robert James "Bob" Fitzsimmons (26. května 1863 – 22. října 1917) byl cornwallský rodák a boxer, který se jako malý chlapec odstěhoval s rodiči na Nový Zéland, který reprezentoval a vstoupil do boxerské historie jako boxer, jenž první dobyl tituly tří váhových kategorií. Také dosáhl slávy, když porazil "Gentlemana" Jima Corbetta, muže, který vyhrál nad famózním Johnem Lawrencem Sullivanem.

## Éra v Oceánii
Fitzsimmons byl nejmladším z 12 dětí. Jeho otcem byl James Fitzsimmons, narozen v County Armagh v Irsku a jeho matkou byla Jane Strongman, narozena v St. Clement v Cornwallu.

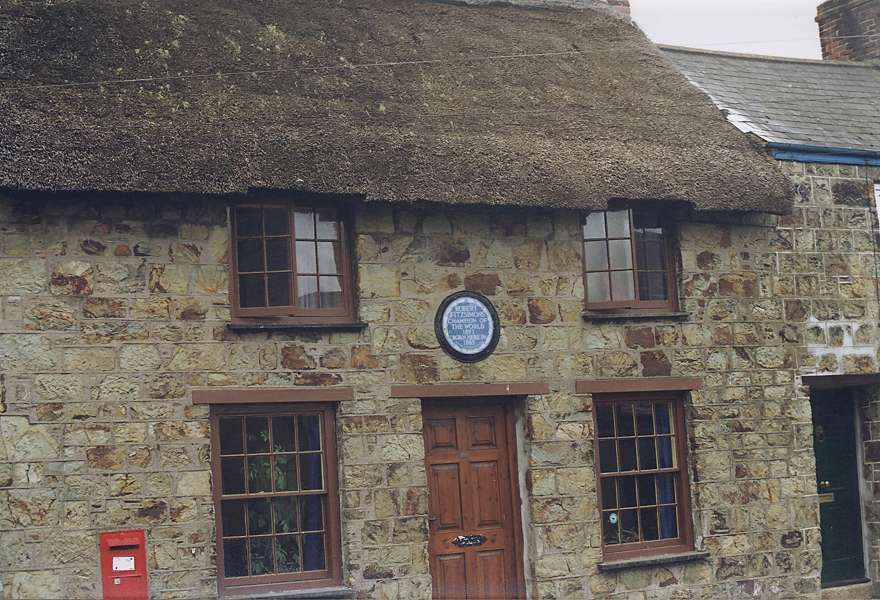
Rodný dům Boba Fitzsimmonse v Helston, Cornwall

Fitzsimmons, narozený v Helstonu v Cornwallu ve Velké Británii, emigroval na Nový Zéland ve věku devíti let spolu s jeho rodiči, bratry a sestrami. Jeho rodina se usadila v Timaru a Bob se stal kovářem v kovárně jeho bratra Jarretta. Mezi roky 1880 a 1881, Fitzsimmons vládl jako šampion v turnaji Jem Mace na Novém Zélandu. Někteří říkají, že oficiálně začal jeho kariéru profesionálního boxera na Novém Zélandu později v roce 1881. Záznamy o zápase, ve kterém porazil Herberta Sladea ve druhém kole, zůstávají nejasné. Fitzsimmons tam měl šest zápasů, dva z nich byly urputné. Vyhrál jich pět a jeden prohrál, ale zůstane nejasné, zda nějaké z těch zápasů nebyly podplacené. Boxerské záznamy ukázaly, že Fitzsimmons oficiálně začal boxovat profesionálně v roce 1883 v Austrálii. Porazil tam Jima Crawforda technickým KO v třetím kole. Fitzsimmons boxoval svých prvních 28 konečných profesionálních zápasů v Austrálii, kde ztratil australský titul střední váhy (pověsti mluvily o fixlovaném zápasu) a kde také vyhrál zápas knockoutem, ačkoliv byl sám na zemi, když Edward „Starlight“ Robins srazil Fitzsimmonse k zemi v devátém kole, ale při tom si poranil ruku a nemohl dále pokračovat, proto rozhodčí prohlásil Fitzsimmonse vítězem výsledkem KO. V tomto období Fitzsimmons stanovil jeho vlastní styl. Okoukal jisté pohyby a vypočítavost od největších a nejurputnějších boxerů Jem Mace. Mace podporoval Boba, aby rozvíjel svoji boxerskou techniku, a on v tom udělal v podstatě revoluci, kde vycházel z obrovské síly, kterou získal jako kovář. Fitzsimmons rozdával krátké, přesné a obvykle rozhodující údery. Brzy si vybudoval pověst daleko nejtvrdějšího bijce v boxu.

## Zisk titlu ve střední váze
Když Fitzsimmons přišel do Spojených států, boxoval více než čtyřikrát v roce 1890, vyhrál tři zápasy a jeden remizoval. Pak, 14. ledna, 1891, v New Orleans vyhrál svůj první světový titul od Jacka "Nonpareil" Dempseyho. Fitzsimmons knockoutoval Dempseyho (od kterého později Jack Dempsey převzal jméno) ve 13. kole a stal se tak světovým šampionem ve střední váze. Fitzsimmons knockdownoval Dempseyho přinejmenším 13krát a na konci jej požádal o ukončení zápasu, neboť byl Dempsey ve velmi žalostném stavu. Dempsey to ale tak nechtěl udělat, tak ho Fitzsimmons omráčil a pak ho odnesl do jeho rohu. 22. července policie ukončila jeho zápas s Jimem Hallem, poté co srazil Halla několikrát na zem.

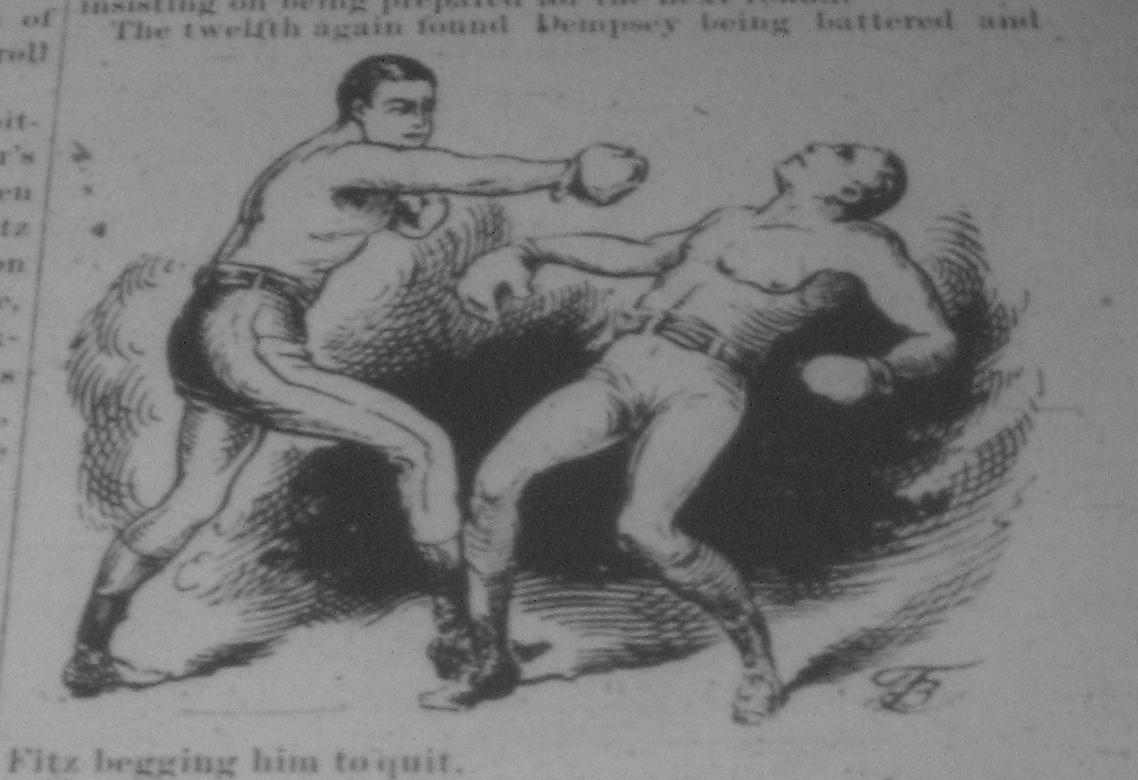
Fitzsimmons knockdownuje Dempseyho v New Orleans, 1891

Fitzsimmons strávil další dva roky boxováním netitulových zápasů a exhibicí do doby, než dal Hallovi šanci boxovat o titul v roce 1893. Titul obhájil knockoutem ve čtvrtém kole. Poté trávil zbytek toho roku pořádáním exhibicí, a 2. června naplánoval dvojí exhibici, kde by demonstroval na veřejnosti jak udeřit do boxovacího pytle a pak jak boxovat proti skutečnému soupeři. Údajně se ten den staly dvě podivné nehody: Fitzsimmons udeřil do pytle tak tvrdě, že se rozbil, a pak jeho soupeř toho dne po úderu do hlavy údajně uklouzl a exhibice byla zrušena. Poté, co Fitzsimmons uvolnil titul střední váhy, nastartoval kampaň mezi těžkými vahami, které ho obvykle o hodně převážiliy. Wyatt Earp, slavný muž zákona, soudcoval jeden z jeho zápasů proti Tomu Sharkeymu. Fitzsimmons bil Sharkeyho a vítězil, stačil jen rozhodující úder, ale když přišel s kombinací na tělo a hlavu, Earp diskvalifikoval Fitzsimmonse, protože udeřil do Sharkeyho, zatímco byl Sharkey téměř na zemi. Earp, podle všeho, byl zapleten s hazardními hráči, kteří vsadili na Sharkeyho.

## Zisk titulu v těžké váze
V roce 1897 Fitzsimmons vyzval šampiona v těžké váze. 17. března z toho roku se stal světovým šampionem v těžké váze, když porazil Jima Corbetta ve 14. kole KO. To představovalo významný úspěch, neboť Corbett byl zkušený boxer a vážil o 14 liber víc než Fitzsimmons. Corbett přeboxovával Fitzsimmonse několik kol a vážně poškodil jeho tvář krátkými údery, levým hákem a pravou rukou, ale Fitzsimmons nepřestával dorážet a Corbett začínal být unavený. V 14. kole Fitzsimmons vyhrál titul kombinací na solar. Corbett se zhroutil v utrpení. Fitzsimmonsova "Solar Plexus" (anglický originál - pozn. překladatele) se stalo legendární, ačkoli on sám ten výraz nikdy nepoužíval. Fitzsimmons trávil zbytek roku 1897 exhibičními zápasy. V roce 1899, Fitzsimmons a James J. Jeffries dosáhli zápasu v New Yorku bez přítomnosti policie, pravděpodobně v podzemním klubu. Hodně lidí dávalo Jeffriesovi malé šance, i když vážil 95 kg a tím pozoruhodně převážil svého soupeře, ale Jeffries zvítězil v 11. kole KO a získal tak od Fitzsimmonse titul těžké váhy. V červnu 1901 se Fitzsimmons zúčastnil wrestlingového zápasu proti Gusu Ruhlinovi. Prohrál a vrátil se k boxu. Pak si užil legitimního knockoutu jak Ruhlina tak i Sharkeyho. V roce 1902 on a Jeffries měli odvetný zápas, znovu byl v sázce titul. Rozhodnutý pokusit se stát prvním boxerem, který získal zpět titul šampiona těžké váhy, Fitzsimmons bil Jefferiese, který snášel hrozný trest. S rozbitým nosem a lícními kostmi vzbuzoval Jeffries u většiny soucit a ti spekulovali, že by měl skončit, ale on nepřestával, dokud se neprojevila jeho obrovská váhová výhoda a Bob utrpěl v 8. kole drtivý knockout.

## Zisk titulu v polotěžké váze
Září 1903 se ukázalo jako tragický měsíc pro Fitzsimmonse, protože jeho soupeř Con Coughlin zemřel den poté, co utrpěl KO v 1. kole z rukou Fitzsimmonse. Ale o méně než dva měsíce později, Fitzsimmons udělal průlom v historii tím, že porazil světového šampiona v polotěžké váze George Gardnera ve 20. kolech na body a stal se tak prvním boxerem, který vyhrál tituly ve třech váhových kategoriích. Brzy po tom se vrátil k těžké váze, kde boxoval do roku 1914 s různými výsledky. Boxoval s Jackem Johnsonem a filmoví historici věří tomu, že jeho zápas s Bobem "KO" Sweeneyem se stal prvním boxerským zápasem zachyceným na filmu.

## Odchod do důchodu
Ačkoli se Fitzsimmons stal světovým šampionem napříč střední, polotěžkou a těžkou váhou, historici jej nepovažují za prvního šampiona polotěžké váhy, který se stal později vítězem těžké váhy, protože získal titul v těžké váze ještě před titulem v polotěžké. Michal Spinks se počítá jako první polotěžký šampion, který vyhrál i pás v těžké váze. V roce 2003 Roy Jones Jr. označil Fitzsimmonse, Michaela Moorera a Spinkse za jediné muže, kteří vyhráli světové šampionáty u obou váhových kategorií. Fitzsimmonsův přesný záznam zůstává neznámý, jak boxerský svět za jeho éry často uložené záznamy uboze chránil a pečoval o ně, ale sám Fitzsimmons řekl, že měl více než 350 zápasů, (bylo to spíše přehnané z jeho strany). Zemřel v Chicagu na zápal plic v roce 1917. Mezinárodní boxerská Síň slávy udělala Boba Fitzsimmonse členem v její kategorii "veteránů". V roce 2003 jmenoval časopis Ring Magazine Fitzsimmonse osmým nejlepším boxerem všech dob. Bob Fitzsimmons je prapradědeček fotbalisty Manchesteru Waynea Rooneyho.